# 姚晉
姚晉（1982年3月8日—），舊名姚俊傑，前臺灣男子籃球運動員，場上主打中鋒位置。

## 生平
姚俊傑高中才開始接觸籃球，原先就讀達德商工，之後被劉錦池延攬至三民家商，是「三民五虎」時期最佳第六人，大學進入國立臺灣體育學院就讀，2007年6月獲選第四季超級籃球聯賽年度新人王，總計效力達欣工程五年之後在2011年決定褪下球衣。